# Жіноча збірна Ірландії з хокею із шайбою
Жіноча збірна Ірландії з хокею із шайбою  — національна жіноча збірна команда Ірландії, яка представляє країну на міжнародних змаганнях з хокею. Опікується збірною Федерація хокею Ірландії.

## Історія
Жіноча збірна Ірландії з хокею із шайбою зіграла свою першу гру в 2011 році на чемпіонаті світу. У п'ятому дивізіоні вони грали разом із збірними Болгарії, Польщі, Іспанії та Туреччини. У першому матчі програли полячкам 0:23, це найбільша поразка. Зазнали поразки і у трьох інших матчах турніру, посівши останнє місце в групі. Наступного року Ірландія змагалась у кваліфікаційному турнірі другого дивізіону проти збірних Болгарії та Туреччини. Збірна Ірландії програла обидва матчі і не змогла кваліфікуватись на чемпіонат 2014 року.

## Результати

### Виступи на чемпіонатах світу
- 2011 – 5 місце (Дивізіон V)
- 2013 – 3 місце (кваліфікація Дивізіон ІІВ)

## Статистика зустрічей на міжнародній арені
Станом на листопад 2014 року.
| Збірна    | І | В | Н | П | ШЗ | ШП |
| --------- | - | - | - | - | -- | -- |
| Іспанія   | 1 | 0 | 0 | 1 | 0  | 14 |
| Польща    | 1 | 0 | 0 | 1 | 0  | 23 |
| Болгарія  | 2 | 0 | 0 | 2 | 1  | 9  |
| Туреччина | 2 | 0 | 0 | 2 | 1  | 10 |